# Dichagyris pfeifferi
Dichagyris pfeifferi är en fjärilsart som beskrevs av Corti 1933. Dichagyris pfeifferi ingår i släktet Dichagyris och familjen nattflyn. Inga underarter finns listade i Catalogue of Life.